# Franciszek Sikorski
Franciszek Józef Sikorski (4. října 1889 Lvov – jaro 1940 Charkov) byl polský inženýr, brigádní generál polské armády, oběť Katyňského masakru.

## Životopis

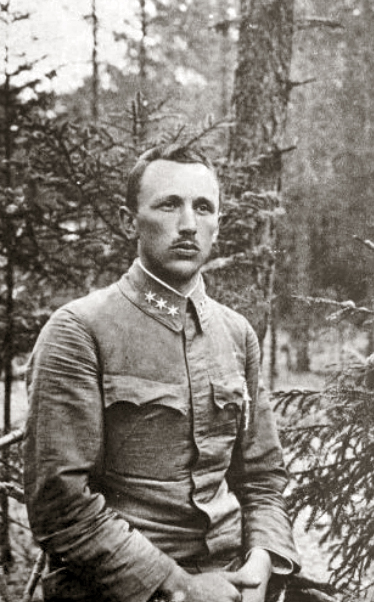
Franciszek Sikorski v Polské legii

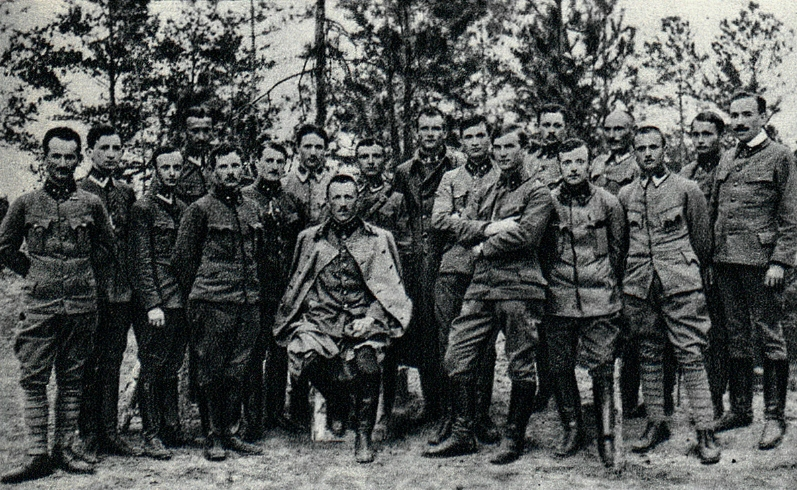
Důstojníci 2. praporu 4. pěšího pluku Polských legií s kapitánem Franciszkiem Sikorským (sedící uprostřed)

Byl synem Narcise Sikorského, veterináře a Adély, roz. Małuszyńské. Ve Lvově vystudoval gymnázium, poté pokračoval ve studiu na Lvovské polytechnice a následně absolvoval filologii na Jagellonské univerzitě v Krakově. Před první světovou válkou byl členem polských polovojenských organizací, usilujících o nezávislost Polska. Od května 1909 členem tzv. Spolku aktivní války (Związek Walki Czynnej), v roce 1910 se stal členem organizace PDS (Polska Drużyna Strzelecka). V roce 1912 absolvoval v této organizaci školu poddůstojníků a následně vyšší důstojnickou školu.
Během první světové války, od 16. srpna 1914 do července 1917, sloužil v Polských legiích jako velitel praporu u 3. pěšího pluku a poté u 4. pěšího pluku. Poručíkem byl jmenován v září 1914, kapitánem v lednu 1915. Po tzv. "Přísahové krizi" v Polských legiích, byl internován v Přemyšlu a poté, v listopadu 1917, začleněn do rakousko-uherské armády. Od ledna 1918 se stal velitelem lvovského okresu v Polské vojenské organizaci (Polska Organizacja Wojskowa). Od října 1918 se stal členem znovuzrozené polské armády a sloužil ve 4. polské střelecké divizi. V prosinci 1918 byl jmenován velitelem 13. pluku polských střelců, a v jehož čele se přes Bukovinu vrátil do Polska.
V červenci 1919 převzal velení 28. pěšího pluku. V období říjen 1919 – prosinec 1920 velel 19. a poté 20. pěší brigádě. Od května do listopadu 1920 bojoval s bolševiky, v Polsko-sovětské válce, nejprve na severní frontě, poté v bitvě o Varšavu na polích Radzymina (obec cca 30 km severně od Varšavy). Následně se zúčastnil pronásledovacích bojů ve východním Malopolsku. Od prosince 1920 do dubna 1921 navštěvoval informační kurz pro vyšší velitele na Vyšší vojenské škole ve Varšavě. V období duben 1921–leden 1922 byl velitelem 19. pěší brigády a úřadujícím velitelem 10. pěší divize.
Zvláště se vyznamenal v červnu 1920, během bojů o Dzisnu, kdy osobně velel brigádě, které se podařilo odrazit několik nepřátelských útoků a krýt ústup polských vojsk. Za tuto statečnost mu byl udělen Řád Virtuti Militari. 3. května 1922 byl povýšen do hodnosti plukovníka, s účinností od 1. června 1919 a umístil se na 53. pozici ve sboru důstojníků pěšího vojska. V období 1923 – červenec 1926 byl velitelem 9. pěší divize v Siedlci. Během tzv. Květnového převratu v roce 1926 se postavil na stranu maršála Józefa Piłsudského. V čele 22. pěšího pluku odešel na pomoc Varšavě. Od července 1926 do března 1932 byl velitelem 9. pěší divize.
16. března 1927 byl jmenován brigádním generálem, s účinností od 1. ledna 1927, a umístěním na 8. pozicí ve sboru generálů. Spolu s ním byl povýšen také Dr. Bronisław Karol Sikorski (19. pozice ve sboru generálů). Od března 1932 do června 1933 zastával pozici velitele Sboru okresu č. IX v Brestu. 30. června 1933 odešel do vojenské výslužby. Žil ve Varšavě (dle Bohuslava Poláka ve Lvově), působil ve Svazu chovatelů drůbeže a psal deník, který při požáru v září 1939 shořel.
Po napadení Polska Nacistickým Německem, 1. září 1939, odejel 5. září do Brestu, aby zde převzal velení nad Brestskou pevností. Poté byl převelen do Lvova a 12. září pověřen velením obrany Lvova proti německým jednotkám. Po agresi Sovětského svazu vůči Polsku a kapitulaci Lvova byl, navzdory podmínkám uzavřené kapitulace města, příslušníky Rudé armády zajat a uvězněn. Následně převezen do zajateckého tábora ve Starobielsku. Na jaře 1940 v Charkově zavražděn příslušníky sovětské bezpečnosti (NKVD) a pohřben v Piatichatkách (nyní součást Charkova).
Od 17. června 2000 je pohřben na Hřbitově obětí totality v Charkově.

### Soukromý život
- Děti: Kristýna (1924), Adéla/Ada (26.1.1929/Siedlce - 7.8.1996), Marie (1931)[1]
- Sourozenci: bratr Adam Marian (1886–1947), sestra Helena

### Řády a vyznamenání
- Stříbrný kříž válečného řádu Virtuti Militari č. 660[1]
- Kříž nezávislosti[1]
- Kříž srdnatosti (třikrát)[1]
- Zlatý záslužný kříž
- Pamětní medaile za válku 1918-1921
- Kříž zářijové kampaně (udělený posmrtně v Londýně 15. srpna 1985, čís. 11519)

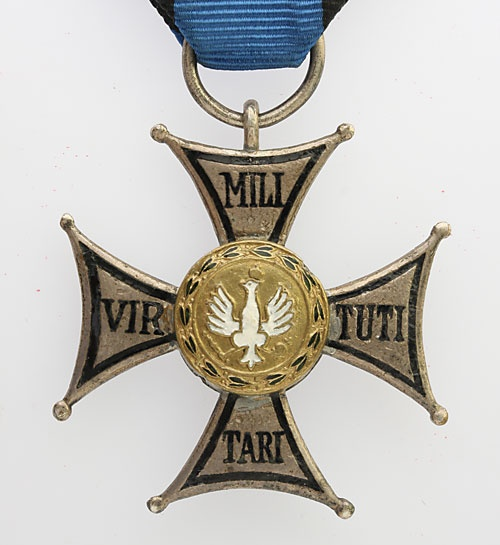
Stříbrný kříž válečného řádu Virtuti Military
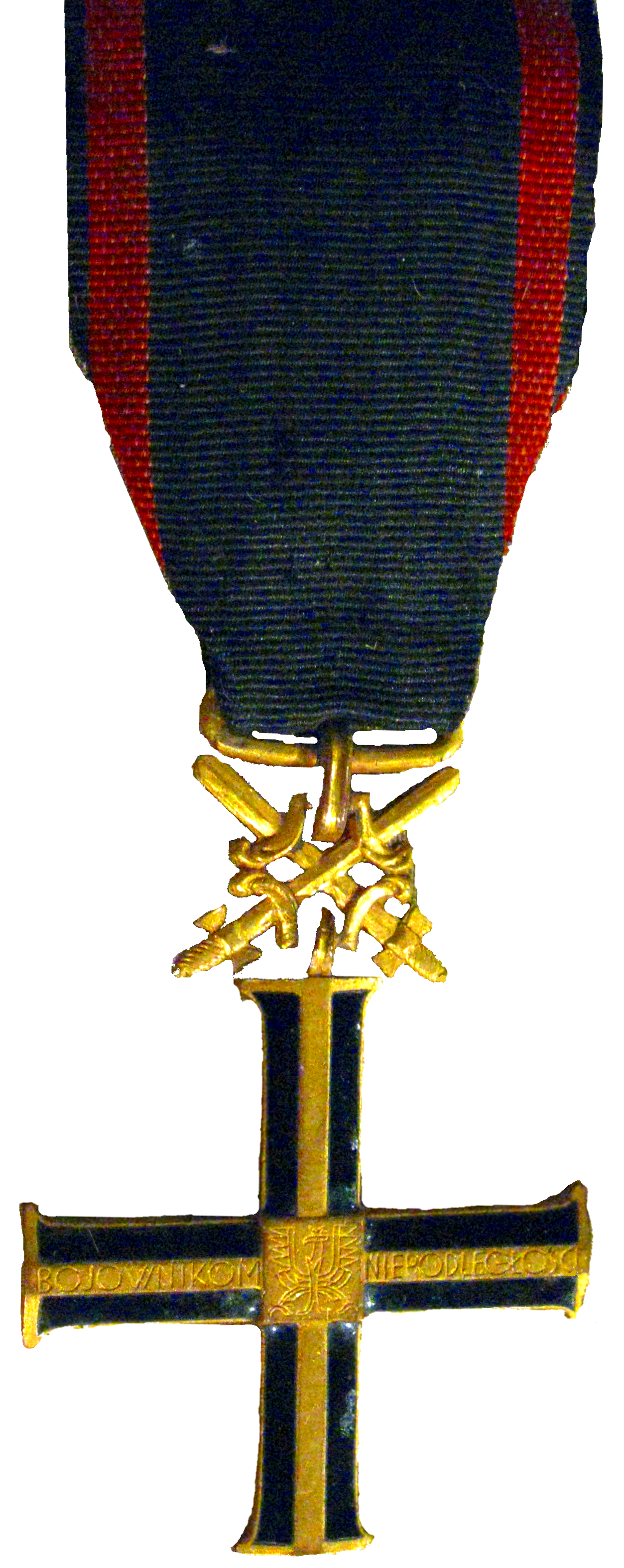
Kříž nezávislosti
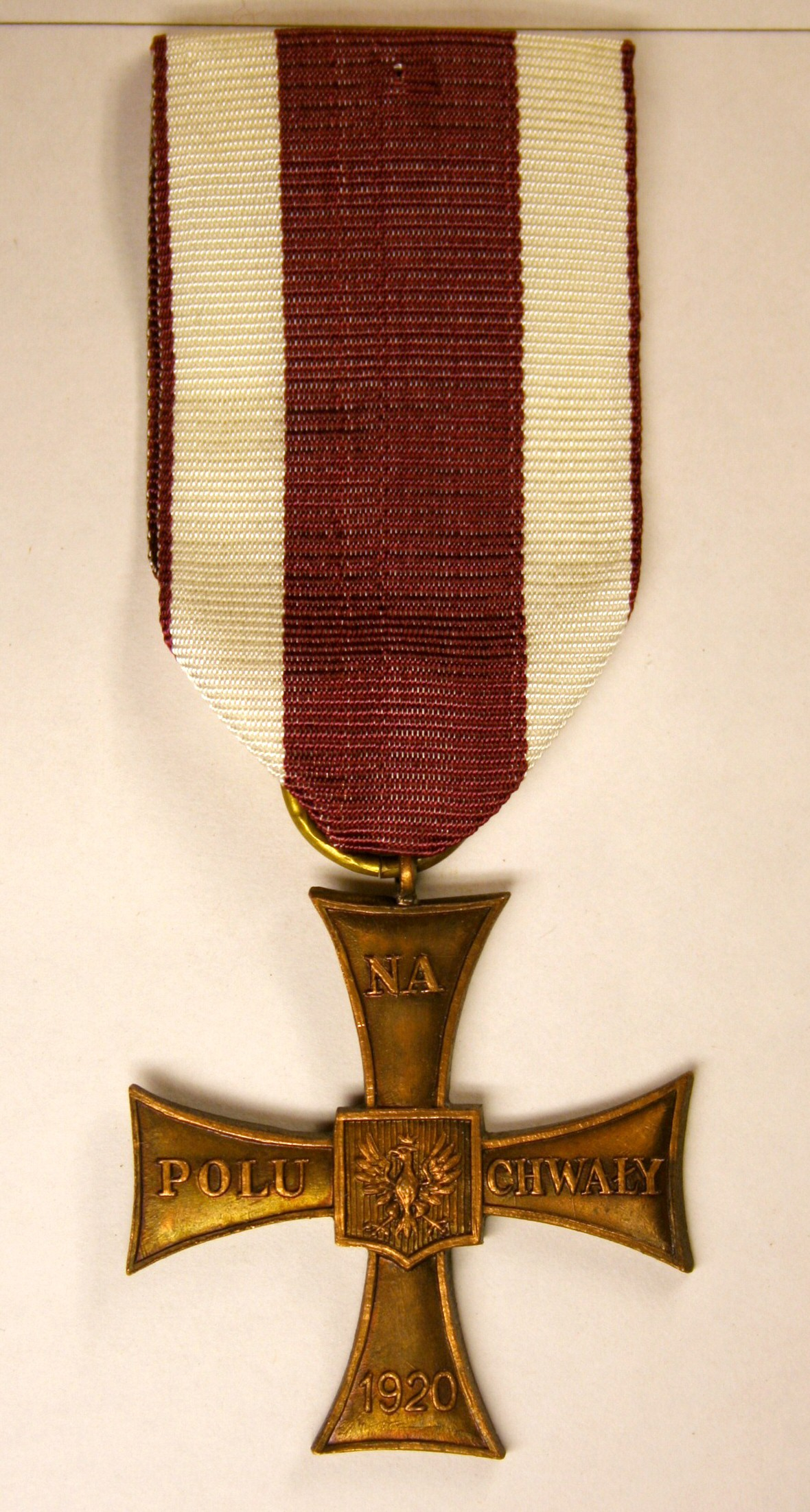
Kříž srdnatosti
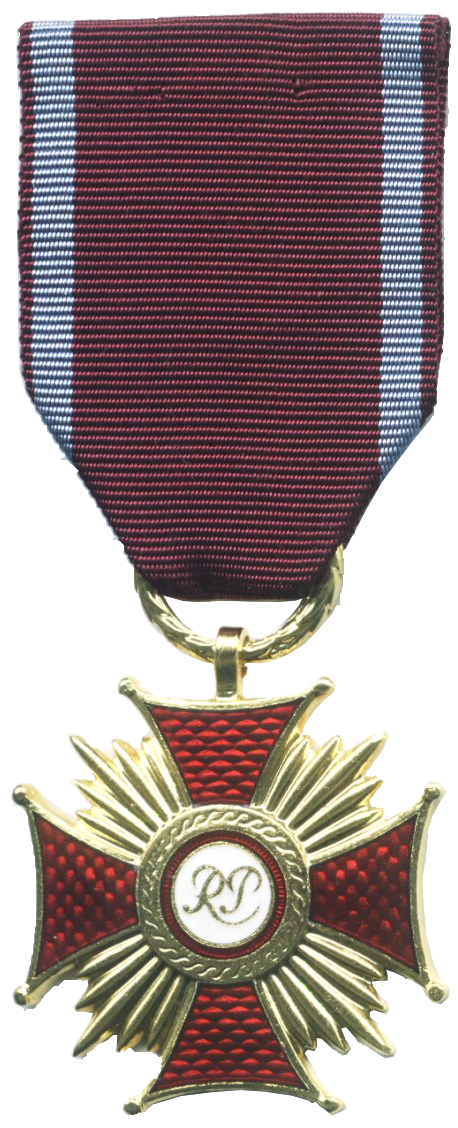
Zlatý záslužný kříž
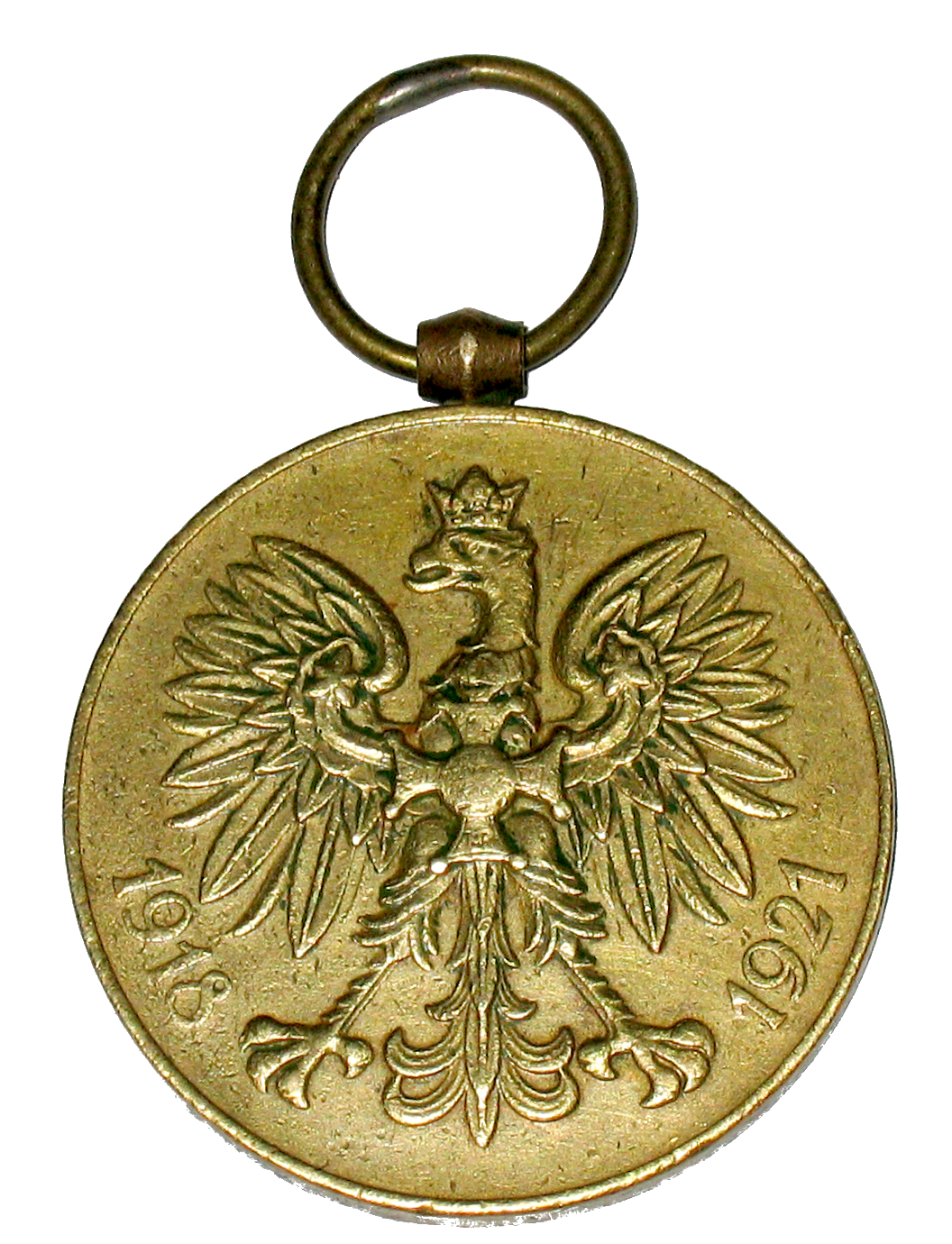
Pamětní medaile za válku 1918 - 1921 (awers)
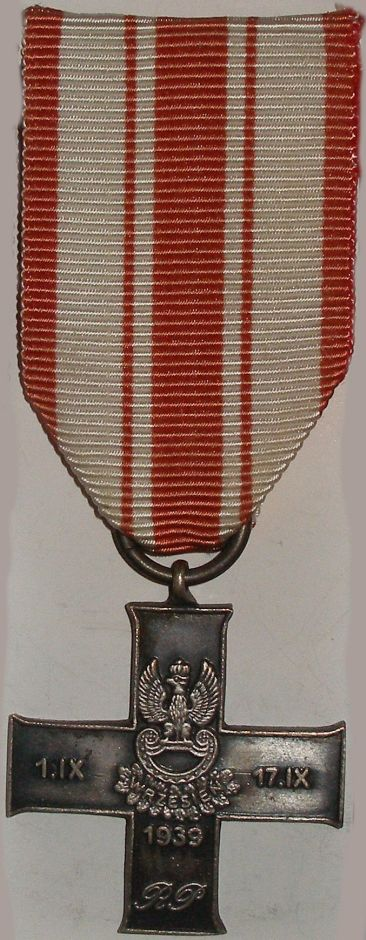
Kříž Zářijové kampaně